# Президентские выборы в Финляндии (2000)
Президентские выборы в Финляндии 2000 года (фин. Suomen presidentinvaali 2000 швед. Presidentvalet i Finland 2000) — общегосударственные выборы Президента Финляндии на период 2000—2006 годов.
Президент республики Финляндия избирался прямым всенародным голосованием на шестилетний срок. По результатам голосования президентом страны была избрана Тарья Халонен.
Предыдущие президентские выборы прошли в 1994 году.

## Избиратели
Право избирать президента страны имеет любой гражданин Финляндии, достигший 18-летнего возраста.

## Результаты
| Кандидат          | Партия                | Первый тур | Первый тур | Второй тур | Второй тур |
| Кандидат          | Партия                | Голоса     | %          | Голоса     | %          |
| ----------------- | --------------------- | ---------- | ---------- | ---------- | ---------- |
| Тарья Халонен     | Социал-демократы      | 1 224 431  | 40,0       | 1 644 532  | 51,6       |
| Эско Ахо          | Финляндский центр     | 1 051 159  | 34,4       | 1 540 803  | 48,4       |
| Риитта Уосукайнен | Национальная коалиция | 392 305    | 12,8       |            |            |
| Элизабет Рен      | Шведская народная     | 241 877    | 7,9        |            |            |
| Хейди Хаутала     | Зелёный союз          | 100 740    | 3,3        |            |            |
| Илкка Хакалето    | Истинные финны        | 31 405     | 1,0        |            |            |
| Ристо Куисма      | Реформаторская        | 16 943     | 0,6        |            |            |
| Недействительных  | Недействительных      | 9290       | -          | 16 378     | -          |
| Всего             | Всего                 | 3 068 150  | 100        | 3 201 713  | 100        |

По итогам голосования президентом Финляндии была избрана Тарья Халонен.

## Вступление в должность
Новый президент вступает в должность в первый день месяца, следующего за выборами — 1 марта, произнеся в 12:00 торжественную речь перед парламентом. После этого (около 12:20) начинаются полномочия нового президента и заканчиваются полномочия предыдущего.